# Сандхьяванданам
Сандхьяванданам (санскр. संध्यावन्दन IAST: saṃdhyāvandana) — ежедневная религиозная практика в индуизме, которую совершают только прошедшие ритуал Упанаяна (одевание священного шнура, IAST: yajñopavītam) и получившие подробные инструкции от Гуру. Совершается обычно три раза в день:
| 1. Пратахсамдхья | — санскр. प्रातःसंध्या IAST: prātaḥsaṃdhyā | — утренняя, на рассвете; |
| 2. Махьяника     | — санскр. माध्याह्निक IAST: mādhyānika    | — дневная, в полдень;    |
| 3. Саямсамдхья   | — санскр. सायंसंध्या IAST: sāyaṃsaṃdhyā   | — вечерняя, на закате.   |

## Состав
Сандхьяванданам, как ритуальная практика, состоит из нескольких последовательно выполняемых ритуальных компонентов, которые отличаются в различных ведийских шакхах.
Читаемый ритуальный текст Сандхьяванданам состоит из различных фрагментов Вед и зависит от принадлежности практикующего к той или иной брахманической шакхе. Основным моментом ритуала является рецитация Гаятри-мантры — традиционно читается 32, 64 или 108 раз: количество зависит от предписаний шакхи и от конкретных указаний Гуру. В состав ритуала входят также и некоторые другие обряды — подготовительные и очистительные — предназначенные предотвратить отвлечение ума и сконцентрировать выполняющего ритуал на самом ритуале. В состав этих вспомогательных обрядов обычно включается возлияние воды грахам (божествам планет), ритуалы искупления за невыполнение Сандхьяванданам и другие ритуальные практики предписываемые шакхой. Одним из наиболее важных ритуалов, обычно включаемых в Сандхьяванданам, является: поклонение солнцу как Митре утром; поклонение Варуне в дневное или вечернее время; поклонение Агни в вечернее время.
Существует несколько несколько последовательностей совершения ритуала Сандхьяванданам — эти последовательности зависят от принадлежно к конкретной шакхе.
| #  | Компонент ритуала             | Название на санскрите                                            | Описание |
| -- | ----------------------------- | ---------------------------------------------------------------- | --- |
| 1. | Ачаманам                      | санскр. आचमन, IAST: ācamana                                      | Очистительный ритуал, в котором под чтение различных мантр человек совершает три маленьких глотка воды из правой ладони. |
| 2. | Пранаяма                      | санскр. प्राणायाम, IAST: prāṇāyāma                                   | Регулировка дыхания согласно традиционным предписаниям для успокоения и создания внутренней гармонии с использованием мантр.                                                                                                  |
| 3. | Джалапрашанам (или Марджанам) | санскр. जलप्राशन, IAST: jalaprAzana / санскр. मार्जनं, IAST: mArjanaM | Освящение мантрами воды с призыванием всех вод земли, которые являются причиной возникновения и сохранения всех форм жизни; окропление, с чтением мантр, водою себя и окружающего пространства для гармонизации со Вселенной. |
| 4. | Аргхьяпраданам                | санскр. अर्घ्यप्रदानं, IAST: arghyapradAnaM                           | Предложение и/или возлияние воды различным божествам. |
| 5. | Гаятри-джапам                 | санскр. गायत्रीजप, IAST: gāyatrī-japa                               | Центральный момент ритуала. Призыв и восхваление богини Гаятри, рецитация Гаятри-мантры. |
| 6. | Упастхана                     | санскр. उपस्थान , IAST: upasthAna                                  | Повторное почитание богини, медитация на неё. |
| 7  | Абхивадана                    | санскр. अभिवादन, IAST: abhivAdana                                  | Завершение поклонения богине. Прощание с ней; благодарность за приход; выражается надежда, что она не откажется прийти снова.                                                                                                 |
| 8. | Бхагавадапрая                 | санскр. भगवदप्रय, IAST: bhagavadapraya                            | Завершение ритуала. Просится защита от зла, испрашивается прощение за нечаянно совершённые в процессе ритуала ошибки. Возносятся молитвы к Сурье (или Варуне или Агни — в зависимости от времени суток) и к богам.            |

| #   | Компонент ритуала | Название на санскрите                        | Описание |
| --- | ----------------- | -------------------------------------------- | --- |
| 1.  | Ачаманам          | санскр. आचमनं, IAST: ācamana                  | Очистительный ритуал, в котором под чтение различных мантр человек совершает три маленьких глотка воды из правой ладони. |
| 2.  | Апамарджанам      | санскр. अपमार्जनं, IAST: apamārjanaM            | Освящение мантрами воды с призыванием всех вод земли, которые являются причиной возникновения и сохранения всех форм жизни; окропление, с чтением мантр, водою себя и окружающего пространства для сонастройки со Вселенной. |
| 3.  | Пранаяма          | санскр. प्राणायाम, IAST: prāṇāyāma               | Регулировка дыхания согласно традиционным предписаниям для успокоения и создания внутренней гармонии с использованием мантр. |
| 4.  | Пунар-ачаманам    | санскр. पुन र्आचमनं, IAST: punar-ācamana        | Повторение пункта 1 с некоторыми дополнениями, которые варьируются в зависимости от времени суток (обращение к Сурье утром; к Варуне — в полдень; к Агни — вечером). |
| 5.  | Пунар-марджанам   | санскр. पुन मार्जनं, IAST: mArjanaM              | Повторение пункта 2 с чтением Гаятри-мантры и других мантр ради достижения благосостояния и духовного совершенствования в этом и других мирах. |
| 6.  | Агхамаршанам      | санскр. अघमर्षण, IAST: aghamarSaNa            | Рецитация так называемых «мантр творения» для осознавания себя частью Вселенной и удаления ограничения личности (ахамкары). |
| 7.  | Сурья-упастхана   | санскр. सूर्य उपस्थान, IAST: sUrya-upasthAna     | Призывание и молитвы к Сурье; в эту часть часто включается Сурья-намаскара |
| 8.  | Гаятри-упастхана  | санскр. गायत्री उपस्थान, IAST: gāyatrī-upasthAna  | Основная часть Сандхьяванданам. В ней читаются фрагменты хвалебных гимнов к богине Гаятри — в них богиня восхваляется как источник вед, миров и как Верховное Божество; параллельно выполняется анга-ньяса, при этом читается Гаятри-мантра (с обязательным чтением махавьярти IAST: bhūr bhuvaḥ svaḥ). Затем идёт джапа Гаятри-мантры и медитация на богиню. |
| 9.  | Висарджана        | санскр. विसर्जन, IAST: visarjana               | Прощание с богиней. Читаются фрагменты из вед с восхвалением богини, её благодарят за приход и выражается надежда, что она не откажется прийти снова. |
| 10. | Антья-пракаранани | санскр. अन्त्य प्रकरनानि, IAST: antya-prakaranani | Завершение ритуала Сандхяванданам. Просится защита от зла, испрашивается прощение за нечаянно совершённые в процессе ритуала ошибки. Возносятся молитвы к Сурье (или Варуне или Агни — в зависимости от времени суток) и к богам. |

Кроме действий, описанных выше, в состав Сандхьяванданам может включаться яджна (в укороченном формате), рецитация и джапа мантр, не входящих в традиционный формат ритуала, и религиозные ритуалы почитания ишта-деваты проводящего ритуал. Кроме того, в зависимости от принадлежности к одному из религиозных течений индуизма — вишнуизму, шиваизму и т. д., — текст может быть дополнен соответствующими духу течения мантрами, гимнами и ритуальными действиями. Но, вероятнее всего, ритуал Сандхьяванданам оказал наибольшее влияние на шактийские школы — в качестве такого свидетельства можно привести значительный фрагмент из Деви-бхагавата-пураны (XII, 1-7), который целиком посвящён богине Гаятри, практикам Гаятри-мантры; приводятся Гаятри-кавача (XII, 4), Гаятри-стотра (XII, 5) и Гаятри-сахасранама (XII, 6). 7-я глава целиком посвящена предписаниям передачи Гаятри-мантры от Гуру ученику.
Шивапрасад Бхаттачарья называет Сандхьяванданам «Индийским сводом литургических молитв»

## Этимология
Слово «Сандхьяванданам» является сложносоставным словом, состоящим из слов:
- IAST: saṃdhyā — союз, единение. В данном контексте имеется в виду «союз дня и ночи», имеющий быть место во время утренних и вечерних сумерек[7][8]; также это слово имеет смысл «ежедневная практика», что означает ежедневные утренние и вечерние обряды;[9][10]
- IAST: vandana — служение, поклонение[11].